# Les Crimes silencieux
Pour plus de détails, voir Fiche technique et Distribution.
Les Crimes silencieux  est un téléfilm policier français réalisé par Frédéric Berthe et diffusé, pour la première fois, en Belgique, le 20 avril 2017 sur La Une, puis en Suisse, le 12 mai 2017 sur RTS Un et, en France, le 23 septembre 2017 sur France 3.

## Synopsis
La capitaine de police Tess Borski est de retour dans le Pas-de-Calais avec son mari et sa fille. Visitant un site minier avec sa fille, elle découvre, avec le groupe, le corps d'un notable de la région. Elle est chargée de l'enquête avec le commissaire François Dubois. L'enquête remet la catastrophe de Courrières sur le devant de la scène. Y a-t-il une relation entre la catastrophe de 1906 qui a coûté la vie à 1099 mineurs et ce nouveau mort qui réhabilitait les sites miniers ?

## Fiche technique
- Photographie :
- Son :
- Montage : Caroline Descamps
- Chef déco : Pascal Deprée
- Musique :
- Régleur cascades : Sébastien Colaert
- Société de production : A Prime Group
- Société de distribution :
- Pays d'origine : France
- Langue originale : français
- Genre : policier
- Durée : 104 minutes[3]
- Dates de diffusion :
  -  Belgique : 20 avril 2017 sur La Une[4]
  -  Suisse : 12 mai 2017 sur RTS Un
  -  France : 23 septembre 2017 sur France 3

## Distribution[5]
- Richard Berry : Commissaire François Dubois
- Odile Vuillemin : Capitaine Tess Borski
- Féodor Atkine : Hugues Borski, le père de Tess
- Alexis Loret : Luc, le mari de Tess
- Olivier Chantreau : Denis Lagarde
- Clara Ghesquière : Noémie, la fille de Tess et Luc
- Valérie Kaprisky : Myriam Lévin
- Emmanuelle Bouaziz : Léa
- René Lukasiewicz : le guide du musée
- Luc Antoni : le prêtre
- Cyrille Brosse : le conservateur
- Patrick Chatel : l'homme témoin
- Alban Casterman : le responsable des archives

## Production

### Tournage
Le tournage s'est déroulé du 15 novembre au 13 décembre 2016, à Lille et dans la région, notamment à Templeuve, à Englos et au cimetière d'Anhiers. Une scène de chorale a été tournée à l'église Notre-Dame des mineurs à Waziers, avec la participation de la chorale des mineurs polonais de Douai.  

## Audience
Lors de sa diffusion sur France 3, le téléfilm a rassemblé, en France, 4,22 millions de téléspectateurs, soit 20,7 % de part d'audience.

## Titre
Ce téléfilm unitaire avait un autre titre : Meurtres au pays des corons[réf. nécessaire].